# اچ‌ام‌اس آر۲
اچ‌ام‌اس آر۲ (به انگلیسی: HMS R2) یک زیردریایی بود که طول آن ۱۶۳ فوت (۵۰ متر) بود. این زیردریایی در سال ۱۹۱۸ ساخته شد.